# Bondokoro-Dioula
Ne doit pas être confondu avec Bondokoro-Dogossé.
Bondokoro-Dioula est une commune rurale située dans le département de Mangodara de la province de Comoé dans la région des Cascades au Burkina Faso.